# Lemery (Batangas)
Lemery ist eine philippinische Stadtgemeinde in der Provinz Batangas. Sie hat 93.157 Einwohner (Zensus 1. August 2015). Die Gemeinde liegt an der Balayan-Bucht. 

## Baranggays
Lemery ist politisch unterteilt in 46 Baranggays.
- Mayor Larry Mendoza Alilio
- Anak-Dagat Kapitan Rufo R. Aguila
- Arumahan
- Ayao-iyao
- Bagong Pook
- Bagong Sikat
- Balanga
- Bukal
- Cahilan I
- Cahilan II
- Dayapan
- Dita Chairman Juan Atienza
- Gulod
- Lucky
- Maguihan
- Mahabang Dahilig
- Mahayahay
- Maigsing Dahilig
- Maligaya
- Malinis
- Masalisi
- Mataas Na Bayan
- Matingain I
- Matingain II
- Mayasang
- Niugan
- Nonong Casto
- Palanas
- Payapa Ibaba
- Payapa Ilaya
- District I (Pob.)
- District II (Pob.) Kapitan Lasco Camson
- District III (Pob.)
- District IV (Pob.)
- Rizal
- Sambal Ibaba
- Sambal Ilaya
- San Isidro Ibaba
- San Isidro Itaas
- Sangalang
- Talaga
- Tubigan
- Tubuan Col. Teofilo Villalobos
- Wawa Ibaba
- Wawa Ilaya
- Sinisian East
- Sinisian West